# Lithostege biermis
Lithostege biermis är en fjärilsart som beskrevs av Louis Beethoven Prout 1922. Lithostege biermis ingår i släktet Lithostege och familjen mätare. Inga underarter finns listade i Catalogue of Life.